# Les Milles
Pour les articles homonymes, voir Milles.
Les Milles est le nom d'une  commune d'Aix-en-Provence, dans les Bouches-du-Rhône, dont elle dépend et qui se situe à une altitude moyenne de 120 m. Elle fait partie du canton d'Aix-en-Provence-Sud-Ouest. La rivière de l'Arc la  traverse d'est en ouest et elle tire son nom du patronyme « Mille » que portent de nombreuses familles du lieu.
Ce village est connu pour avoir hébergé un camp d'internement et de déportation lors de la Seconde Guerre mondiale. Le camp des Milles était à l'origine une tuilerie, devenue à l'été 2012 le Site-Mémorial du camp des Milles. Il comprend l’ancienne tuilerie où le musée a été installé, la salle des peintures et le wagon-souvenir. À l'ouest, se situe un aérodrome, anciennement la Base aérienne 114 (B.A.114), qui accueille l'École nationale supérieure des officiers de sapeurs-pompiers (ENSOSP).
Le village se décompose en trois parties : les quartiers Monclar et Saint-Joseph au nord, de l'autre côté de l'Arc, le centre du village, et le quartier de la Badesse à l'ouest de l'autre côté du chemin de fer qui borde le village du nord-est au sud-ouest. L'adjoint spécial délégué aux Milles est Gilles Donatini.

## Géographie

### Situation et accès
Situé à 3 kilomètres au sud-ouest du centre-ville d'Aix-en-Provence, les Milles se trouve entre la zone commerciale de la Pioline, à l'ouest, et la zone industrielle d'Aix-les Milles, à l'est. Le village s'étend dans une plaine large d'environ un à deux kilomètres, traversée par l'Arc, entre les collines de Valcros et du Clos des Saints-Pères (182 m), au nord, et la colline du Serre (181 m), au sud du village.
On accède aux Milles en venant d'Aix-en-Provence par l'autoroute A51 qui offre un échangeur ( 5 Les Milles) indiquant : « Aix-en-Provence - Pôle d'Activités - Les Milles ». On peut aussi venir d'Aix par l'est en empruntant la D9 qui, depuis le quartier du Pont-de-l'Arc, atteint les Milles après avoir longé le quartier de la Parade. Cette route se poursuit jusqu'à l'étang de Berre et Vitrolles. Par le nord, il est possible d'accéder aux Milles en venant d'Éguilles par la D18. En provenance de Marseille et du sud du département des Bouches-du-Rhône, on parvient aux Milles en empruntant l'A51.

## Héraldique
| Blason de Milles (Les) | Blason  | Taillé : au 1) d’or à la fontaine de sable jaillissante d’argent, au 2) de gueules au poisson de sable posé en barre. |
| Blason de Milles (Les) | Détails | Le statut officiel du blason reste à déterminer.                                                                      |

## Toponymie

### Microtoponymie
- Serre : désigne une colline allongée en provençal et franco-provençal (fréquent dans les Alpes)
- Pichauri (Pichàuri en provençal) : Piech  Auri, "la colline des  vents"  (ou moins probable : "colline doré"). Püech, puy : le sommet. Auro = la brise, le vent (présent dans le nom de nombre de vents provençaux)
- le grand Vallat : vallat signifie simplement ruisseau. Grand traduit le fait que le vallat coule en été et ne tarit pas, contrairement au Malvallat (mauvais ruisseau) et au Vallat des Marseillais

## Lieux et monuments

### Camp des Milles

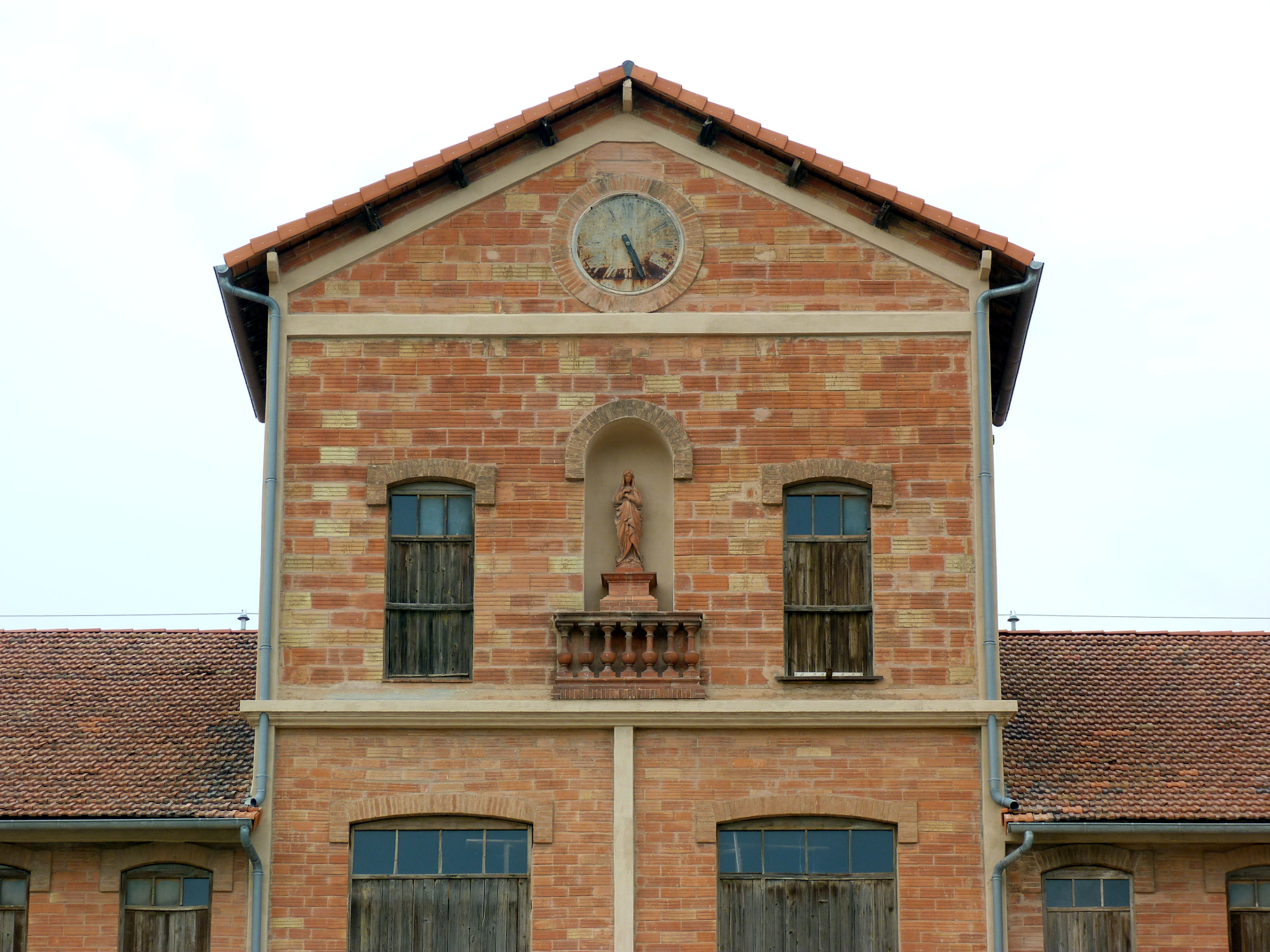
Vue du bâtiment ayant servi de camp d'internement aux Milles.

Le camp des Milles était un camp de concentration français, ouvert en septembre 1939, dans une usine en faillite, une tuilerie, au hameau des Milles. Il servit d'abord de camp d'internement pour des ressortissants allemands, en 1939, mêlant d'authentiques nazis et des réfugiés allemands, souvent juifs. Le gouvernement de Vichy y interna ensuite des juifs, qu'il livra aux autorités nazies. Des enfants furent ainsi déportés en août 1942 à partir de ce camp.

### Aérodrome des Milles

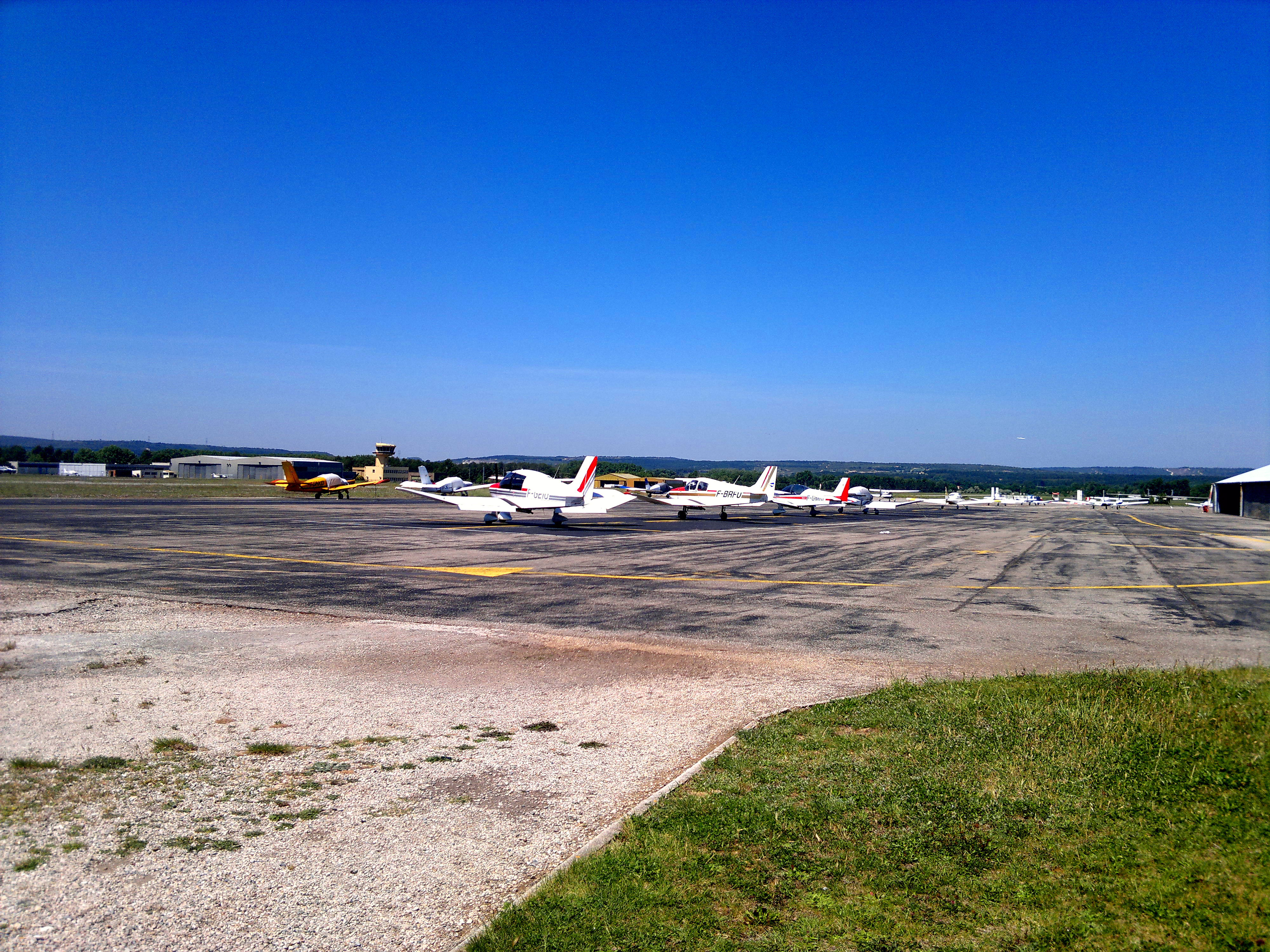
Vue de l'aérodrome d'Aix-les-Milles.

Un aérodrome est implanté sur le territoire du hameau des Milles, sur le chemin de la Badesse. Son code IATA est QXB, son code OACI, LFMA. Il est administré par l'aéroport de Marseille-Provence. Il possède une piste en bitume de 1 600 m sur 300 m, sans balisage lumineux.
Il est aménagé peu avant 1939 par l'État en vue du remplacement de l'aérodrome privé de l'Enfant, au sud de l'actuelle zone des Milles, du côté de Luynes. Pendant la guerre, les Italiens mettent celui des Milles en cultures avant que les Allemands ne le réhabilitent. Ils relient les deux par une voirie dotée d'abris où stationnent des avions, les mettant à l'abri des bombardements et permettant l'utilisation de l'une ou l'autre piste. Lors du débarquement, l'Enfant est transformé en camp disciplinaire administré par la MP[Quoi ?]. Son état dégradé et l'alignement des axes d'envol conduit à l'abandon comme terrain d'aviation.

## Monuments et lieux à visiter
- Église Sainte Marie-Madeleine
- Chapelle du Serre
- Wagon des déportés
- Monuments aux morts, de la guerre d'Algérie
- Pierre-mémorial des déportés
- Lavoir des Milles
- Aérodrome des Milles